# Schlichtmungo
Der Schlichtmungo (Salanoia concolor) ist eine Raubtierart aus der Familie der Madagassischen Raubtiere (Eupleridae).

## Merkmale
Schlichtmungos haben wie alle Madagaskar-Mangusten einen langgestreckten, schlanken Körper mit kurzen Gliedmaßen. Der Schädel ist abgeflacht, die Schnauze langgestreckt und die Ohren abgerundet und kurz. Das Fell dieser Tiere ist an der Oberseite dunkelbraun und am Bauch rötlichbraun gefärbt, im Gegensatz zu anderen Madagaskar-Mangusten sind keine Streifen vorhanden, auch der Schwanz ist einfärbig dunkelbraun. Schlichtmungos erreichen eine Kopfrumpflänge von 35 bis 38 Zentimetern, der buschige Schwanz wird 16 bis 20 Zentimeter lang und das Gewicht beträgt 550 bis 780 Gramm.

## Verbreitung und Lebensweise

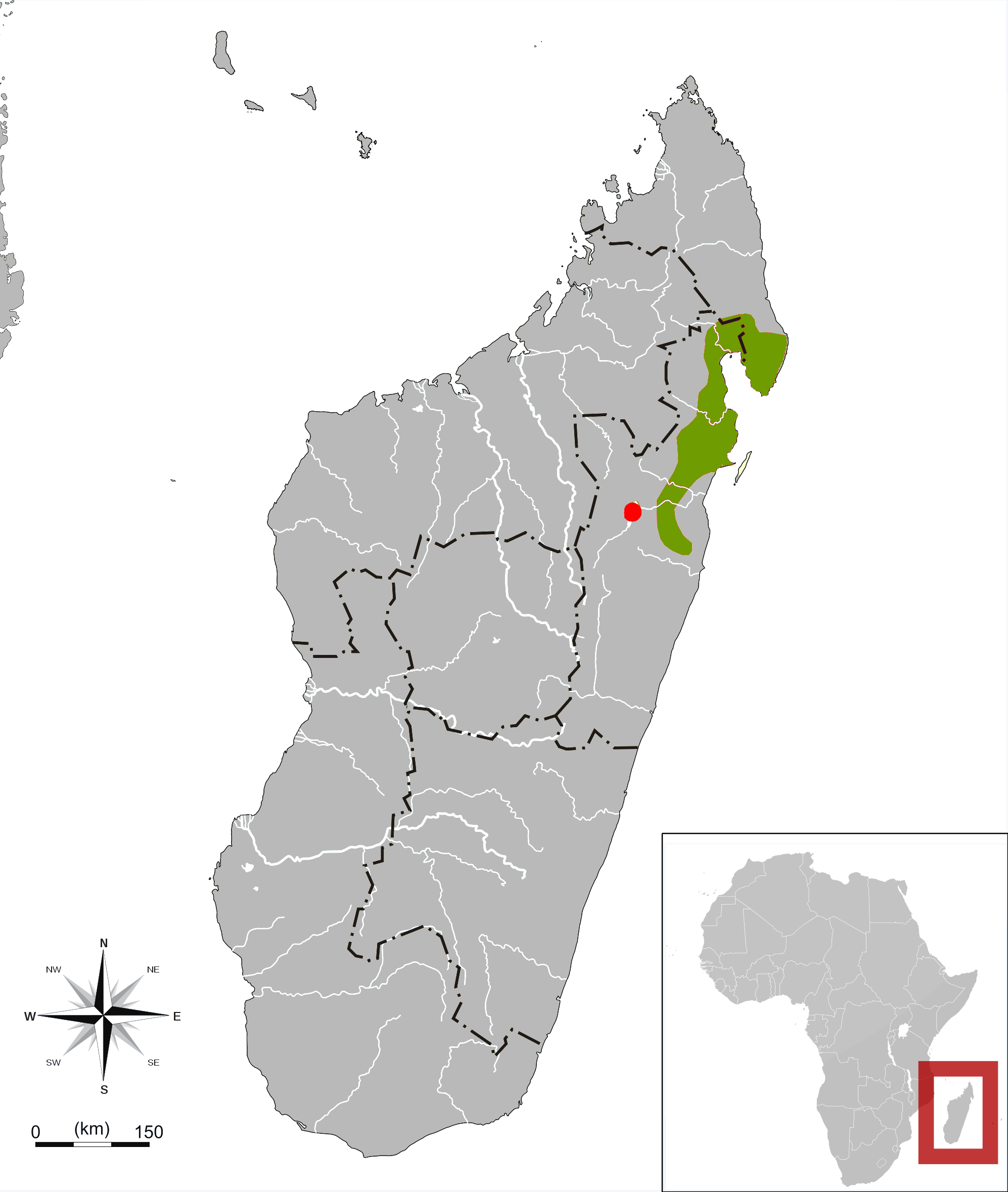
Verbreitungsgebiet der beiden Salanoia-Arten: Verbreitungsgebiet des Schlichtmungos (grün) und Fundort von Salanoia durrelli (rot)

Schlichtmungos sind auf Madagaskar endemisch. Ihr Lebensraum sind Regenwälder im Nordosten der Insel, etwa auf der Halbinsel Masoala. Sie kommen vorrangig zwischen 300 und 700 Metern über dem Meer vor, gelegentlich auch bis zu 1000 Meter.
Über die Lebensweise dieser Tiere ist wenig bekannt. Sie sind tagaktiv und vor allem am frühen Morgen und am späten Abend aktiv. In der Nacht verbergen sie sich in Baumhöhlen oder in Erdbauen. Sie leben vermutlich einzelgängerisch oder in Paaren, bei Beobachtungen größerer Gruppen dürfte es sich um ein Elternpaar mit ihrem Nachwuchs gehandelt haben. Eine Familiengruppe bewohnt Schätzungen zufolge ein Revier von rund 20 Hektar Größe.
Ihre Nahrung besteht vorwiegend aus Insekten, etwa Käferlarven. Bei der Nahrungssuche klettern sie manchmal auch bis zu 10 Meter hoch in die Bäume.
Die Paarung erfolgt zwischen August und Oktober, nach einer 74- bis 90-tägigen Tragzeit bringt das Weibchen ein einzelnes Jungtier zur Welt. Dieses bleibt vermutlich ein Jahr nach der Geburt bei seinen Eltern.

## Gefährdung
Aufgrund der Zerstörung ihres Lebensraumes wird die Art von der IUCN als „gefährdet“ (vulnerable) gelistet. Es gibt keine Belege für die Bejagung oder die Nachstellung durch eingeschleppte Raubtiere, aber auch diese Faktoren könnten eine Bedrohung darstellen.